# 无人机作战
无人机作战（英语：Drone warfare）是一种使用军用无人机或军用机器人进行的作战方式。这些机器人可能由远程控制，或在执行任务期间具有不同程度的自主性。机器人类型包括无人战斗航空载具或武装的商用无人航空载具、无人水面载具或无人水下载具，以及无人地面载具。截至2019年，美国、英国、以色列、中国、韩国、伊朗、伊拉克、意大利、法国、印度、巴基斯坦、俄罗斯、土耳其、乌克兰和波兰已知都制造了可投入使用的无人战斗航空载具。
无人机通常用于情报收集、监视、目标获取和侦察，并可对目标实施直接攻击，但也可用于电子战、爆炸物处理、战场物流支援或当作靶机。空中无人机攻击可以通过专门制造的无人战斗航空载具在无人机打击中投弹，或通过武装的商用无人机空投弹药或撞击目标来实施。重载多旋翼无人机也可用于向友军地面部队空运物资。无人航空载具、无人水面载具和无人地面载具被广泛用于侦察、自杀式攻击、货物运输、医疗撤离，或执行防空、反装甲或反人员任务。较小的无人机，如小型无人机和微型飞行器，可由人员携带，并可用于低空、短程支援作战。较大的无人机可以充当“母舰”或无人机载体，部署更小的子无人机，或配备电子战功能，如信号中继器，以支援次级无人机。多个无人机还可以组成蜂群同时行动和攻击。
21世纪初期，大多数无人机打击由美国军方在阿富汗、巴基斯坦、叙利亚、索马里、也门和利比亚等国家执行，主要使用空对地导弹打击地面目标。近年来，俄罗斯、乌克兰、土耳其、阿塞拜疆、伊朗以及胡塞武装等激进组织也日益频繁地部署无人机作战。自2022年以来，在俄罗斯入侵乌克兰的战争中，双方广泛使用了无人机作战，包括远程固定翼无人机和短程多旋翼第一人称视角的FPV自杀无人机。学者们将这场冲突称为第一场“无人机战争”，因为其攻击规模大、强度高，并同意无人机战争在现代常规战争中发挥着重要作用。

## 历史

### 美国

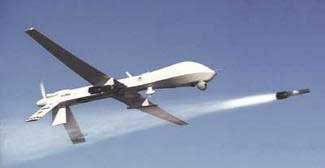
一架MQ-1捕食者无人攻击机正在发射AGM-114地獄火飛彈

据估计，美国在巴基斯坦的无人机打击共造成约2,000至3,500名武装分子死亡，以及158至965名平民死亡。巴基斯坦共有81名叛乱组织头目死于无人机袭击。无人机袭击在也门估计已造成846至1,758名武装分子死亡，以及116至225名平民死亡。目前已确认被击毙的阿拉伯半岛基地组织头目有57人。
2018年8月，半岛电视台报道称，由沙特阿拉伯主导的联军在也门对抗胡塞武装期间，与也门的基地组织达成了秘密协议，并招募了该组织的数百名战斗人员。报道指出：“...参与达成协议的关键人士表示，美国知晓这些安排，并暂停了对这一武装组织的无人机打击，该组织由奥萨马·本·拉登于1988年创建。”
唐纳德·特朗普在其第一届任期内将无人机打击次数提高了400%以上，乔·拜登在其任内改变了风格。据报道，拜登执政期间的无人机打击有所减少。2021年8月，拜登政府在阿富汗喀布尔发动的一次无人机打击造成10名平民死亡，其中包括7名儿童。此后的一次无人机袭击击毙了基地组织领导人艾曼·扎瓦希里。

#### 袭击效果
学界对无人机打击的效果看法不一。一些研究认为，针对恐怖组织或叛乱组织领导层的斩首行动有助于削弱其未来的作战能力，而另一些研究则对此提出质疑。无人机打击在压制武装分子的活动方面是有效的，但这种压制更多是源于对即将发生打击的预期，而非打击本身的直接效果。美国与巴基斯坦联合反恐行动的数据表明，为了避免被发现和打击，武装分子会中止通讯和攻击计划。
无人机打击的支持者认为，这种方式在精准打击特定战斗人员方面具有较高的有效性。一些学者指出，与大规模炸弹等其他军事手段相比，无人机打击在减少平民伤亡和区域破坏方面更具优势。与无人机打击相比，军事替代方案如突袭和审讯往往风险极高、耗时且可能效果有限。然而，依赖无人机打击也并非没有风险，因为美国对无人机的使用在国际上首开了域外和法外处决的先河。

### 伊斯兰国
伊斯兰国在伊拉克和叙利亚使用小型无人机和四轴飞行器发动打击。这些无人机由经过专门训练的操控员操作，通常以十二架或更多编组出动，用于向敌方部队投掷弹药，并能够躲避地面防御力量的拦截。
在摩苏尔战役期间，伊斯兰国通过多架无人机同时发动攻击，从空中投掷轻型爆炸物或40毫米手榴弹，造成数十名伊拉克士兵死伤。无人机打击还被用于摧毁军用物资。伊斯兰国发布的无人机影像显示，其在叙利亚代尔祖尔地区对一座弹药设施进行了无人机空袭，当时该地区正处于伊斯兰国与叙利亚政府的争夺之中。
2017年，联邦调查局局长克里斯托弗·雷在参议院听证会上表示：“我们确实知道恐怖组织对使用无人机感兴趣……我们已经频繁地在海外见到这种情况。我认为可以预期，这种威胁很快也会在这里（美国）出现。”
无人机专家布雷特·维利科维奇在接受福克斯新闻采访时谈到了伊斯兰国利用现成无人机攻击平民目标的危险性，他表示，极端分子利用无人机打击平民目标的情况变得更加普遍和复杂只是时间问题。
伊斯兰国使用无人机打击的整体成功率尚不明确。伊斯兰国使用无人机收集影像资料，可能是为了宣传目的，而非出于军事目的。

### 2020年后

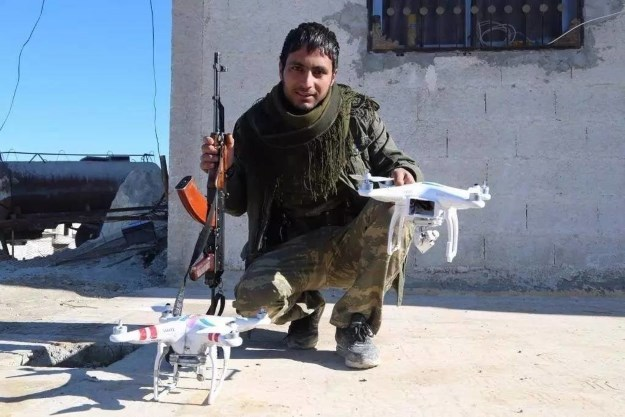
被武器化的大疆航拍无人机

2018年1月6日，俄罗斯军队成功挫败了一次针对赫梅米姆空军基地的无人机集群攻击，这也是战争史上首次出现此类攻击。
2020年，据联合国利比亚问题专家小组于2021年3月发布的报告，一架装载爆炸物的土耳其制造无人机利用人工智能自主发现并攻击了利比亚的哈夫塔尔部队。这被认为是首次由人工智能无人机执行的攻击。
在墨西哥，贩毒集团培训被称为“droneros”的无人机操控者，他们知名于使用无人机向敌方目标投弹。
《经济学人》指出，阿塞拜疆在2020年纳戈尔诺-卡拉巴赫战争中对亚美尼亚对无人机的高效利用，以及土耳其在叙利亚内战中对无人机的运用，预示着未来战争的发展方向。此前人们普遍认为，由于无人机易受防空火力攻击，无人机不会在国家间冲突中扮演重要角色，但该报道认为，这种看法对于拥有强大防空系统的大国可能成立，而对于实力较弱的小国则不然。报道指出，阿塞拜疆的战术和土耳其对无人机的使用体现了一种“新型、更经济的空中力量”。此外，无人机能够录制打击过程，这为阿塞拜疆开展高效的宣传战提供了有力支持。
2022年10月13日，一架乌克兰米格-29战机成为首架在战斗中被无人机击落的有人机。据称，飞行员用机炮击毁了一架见证者-136无人机，但爆炸导致战机坠毁，飞行员随后被送往医院救治。
自2022年俄罗斯入侵乌克兰以来，乌克兰约有30家公司开始大规模生产无人机以支持战争。乌克兰政府数字化转型部启动了“无人机军团”项目，计划在2023年采购多达20万架无人机，旨在利用相对廉价的无人机对抗俄罗斯在军事装备上的巨大优势。2023年，政府还举办了多场比赛，邀请“遍布乌克兰的数十家无人机开发者”进行模拟地面目标攻击、追逐固定翼无人机，甚至参加无人机空战比赛。其中一款表现出色的新型无人机是“巴巴雅嘎”六旋翼无人机，能够携带44磅（约20公斤）有效载荷。

#### 商用无人作战飞行器
商用无人作战飞行器可装备制导炸弹、集束炸弹、燃烧弹、空对地导弹、空对空导弹、反坦克导弹或其他类型的精确制导武器、自动炮和机枪。该飞行器可通过投弹、发射导弹或直接撞击目标来实施攻击。商用无人机可被武装化，通过装载高威力爆炸物并撞向脆弱目标或在其上方引爆进行打击。它们也可通过空投手榴弹、迫击炮弹或其他自制爆炸物，对地面目标进行轰炸。其载荷可能包括炸药、破片、化学品、放射性或生物危害物。在俄乌战争中，双方都广泛使用无人机进行空中侦察和炮火校准。
各国正在研发反无人机系统，以应对无人机打击所带来的威胁。然而，这一任务被证明颇具挑战性。研究无人机作战的学者詹姆斯·罗杰斯指出：“目前关于如何应对这些小型无人机存在很大争论，无论它们是由爱好者操作、造成一些骚扰，还是被恐怖分子用于更具威胁性的方式。”

#### 阿塞拜疆无人机战争

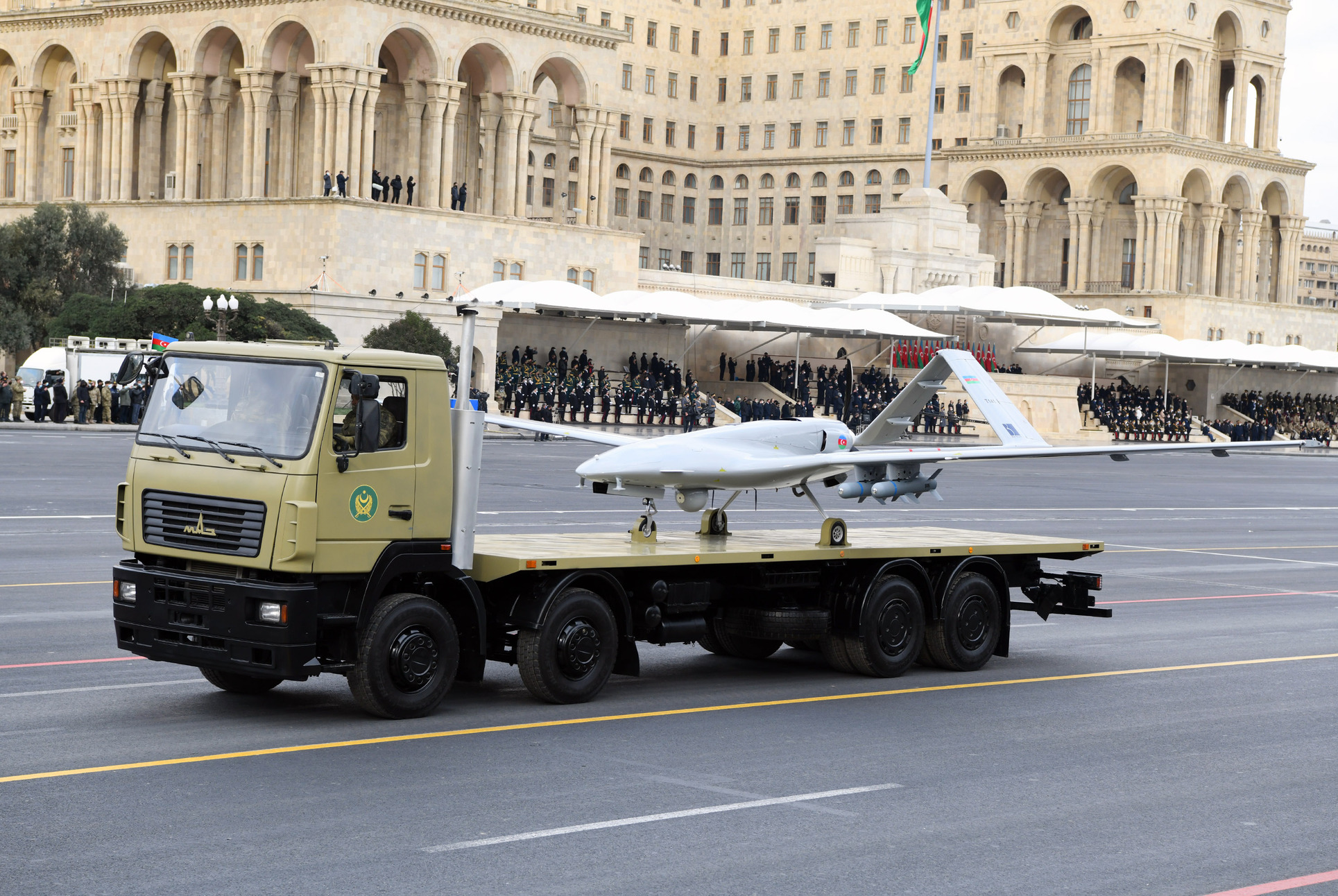
拜拉克塔尔TB2在2020年巴库胜利阅兵上

在第二次纳戈尔诺-卡拉巴赫战争期间，阿塞拜疆军队广泛使用了无人作战飞行器对抗亚美尼亚军队。这些无人作战飞行器包括以色列的哈洛普自杀式无人机和土耳其的拜拉克塔尔TB2。由于拜拉克塔尔TB2使用了加拿大的光学设备和激光制导系统，加拿大在2020年10月暂停了对土耳其的军用无人机技术出口，此前有指控称该技术被用于收集情报并引导炮火和导弹打击军事目标。事件发生后，土耳其阿瑟尔桑国防工业宣布将启动CATS系统的批量生产与集成，以替代加拿大的MX15B系统。

#### 俄罗斯入侵乌克兰

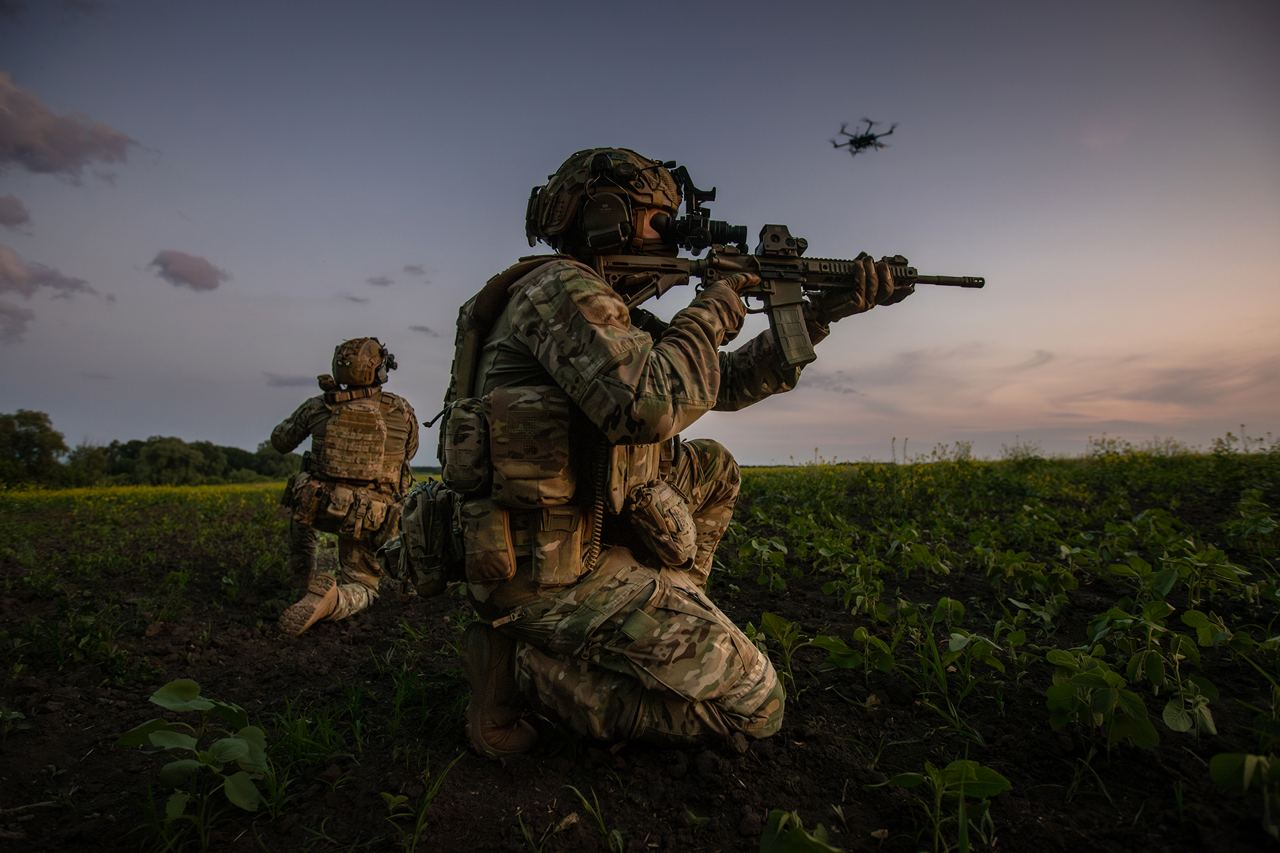
2020年初，乌克兰阿尔法特种部队与多旋翼FPV无人机合影

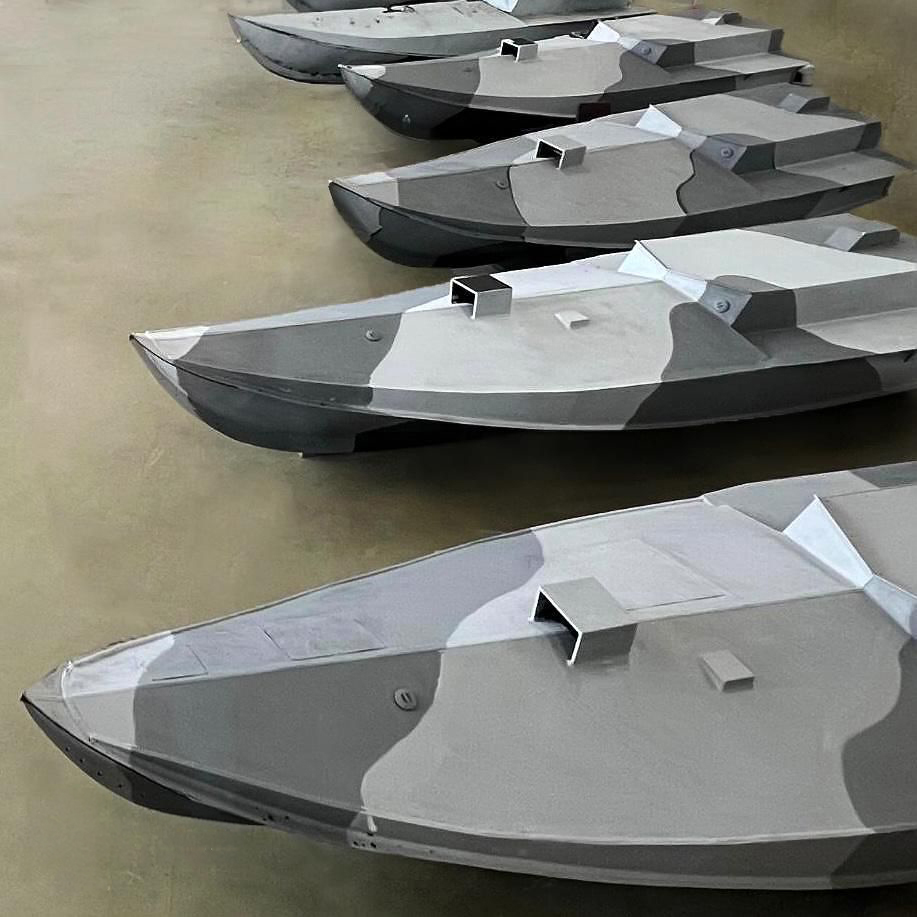
乌克兰海军无人艇

在2022年俄罗斯入侵乌克兰期间，双方都在战斗和侦察中广泛使用无人机，无人机在远程轰炸和支援地面攻击与进攻中发挥了重要作用。乌克兰军队在整场战争中频繁使用土耳其制造的拜拉克塔尔TB2无人机对俄罗斯部队发动打击。与此同时，俄军则在2022年10月对乌克兰的导弹袭击中投入了大量伊朗制造的见证者-136无人机。然而，无人机在这场战争中的主要作用仍是执行侦察任务和炮火校准。俄罗斯消息人士声称使用“Stupor 反无人机步枪”干扰了乌克兰无人机的无线电控制装置。
2022年10月13日，乌克兰顿涅茨克地区上空发生了首次有记录的无武装无人机之间的空中对抗。一架隶属于大疆御系列的乌克兰四旋翼无人机被拍摄到撞击了一架同型号的俄罗斯无人机，导致后者坠落至地面。类似的空中撞击战术再次出现在2022年11月24日，一架俄罗斯同型号无人机在与乌克兰无人机相撞后坠毁。2023年5月9日，一名俄罗斯义务兵通过乌克兰无人机投降。平均一架伊朗制造的见证者-136无人机价值约2万美元，而一枚IRIS-T短程空对空导弹的价值则约为43万美元。根据公开来源的信息，从2022年9月13日至10月17日，乌克兰在防御这些无人机上的支出估计达2814万美元。
自2022年9月起，乌克兰开始使用配备了星链卫星互联网系统的黑色无人水面载具，对位于塞瓦斯托波尔的俄罗斯黑海舰队基地发动攻击。这些无人水面载具起初被认为仅用于侦察，但后来发现它们实际上携带炸药，充当水面炸弹。有专家指出，这些无人水面载具前方的传感器可能用于激光测距，以协助瞄准目标。2022年10月底，乌克兰使用七艘无人水面载具对塞瓦斯托波尔海军基地发起了一次成功的无人机袭击。
2023年9月，有报道称乌克兰军队正在使用配备GoPro摄像头的纸板无人机进行空中侦察。
截至2024年4月，乌克兰已开始部署有人机，如Aeroprakt A-22 狐蝠和雅克-52，上有狙击手或机枪击落以俄罗斯无人机。乌克兰针对无人机做了多种临时改装，专门用于攻击和对抗俄罗斯无人机；2024年7月，一架装有木棍的FPV无人机通过多次空中冲撞摧毁了一架ZALA 421-16E侦察无人机。2024年，使用光纤连接的系留式无人机变得普遍，这类无人机可避免无线电干扰。
2024年7月31日，一架俄罗斯米-8直升机在顿涅茨克被乌克兰一架FPV无人机击落，这是战斗中首次有直升机被无人机摧毁。据信，这架米-8直升机是在地面起飞或降落时遭到袭击的。
2024年11月25日，俄罗斯发动了开战以来规模最大的无人机袭击，共出动188架无人机。乌克兰军队击落了76架，但有96架因为可能的电子干扰而失去踪迹。其余无人机则袭击了乌克兰的电力系统和民用住宅。
2025年2月8日，据报道，俄罗斯当局发现了一个阴谋，一批装有炸药的FPV无人机头显被送往俄军士兵手中。每个头显内含有10至15克炸药，并被设定在启动时引爆。官员们将此事件与以色列在2024年对黎巴嫩发动的电子设备袭击进行了比较。后续报道称，在2月4日至7日期间，有8名俄罗斯FPV飞手因爆炸失明。首次爆炸发生于2月4日，地点在别尔哥罗德州，随后在库尔斯克、卢甘斯克和顿涅茨克也发生了类似爆炸。

#### 2023年哈瑪斯襲擊以色列
2023年10月7日，哈马斯对以色列南部发起突袭，利用商用无人航空载具轰炸以色列的瞭望塔，随后突破边境墙。互联网上流出的视频显示，以色列士兵遭到无人机袭击死亡，一辆梅卡瓦IV型主战坦克被无人机摧毁。

#### 2024年4月伊朗空袭以色列
2024年4月14日，伊朗向以色列发射了约170架无人机。此次代号为“真实承诺行動”的袭击是为了回应以色列轰炸伊朗驻叙利亚大使馆。绝大多数无人机被击落。